# Fertigungsmechaniker
Fertigungsmechaniker ist ein Ausbildungsberuf aus dem Bereich Metalltechnik. Die Ausbildungsdauer beträgt in Deutschland 3 Jahre.
Fertigungsmechaniker disponieren Material und Ersatzteile, damit kein Leerlauf in der Fertigung entsteht. Die Kernaufgabe des Fertigungsmechanikers besteht darin, Bauteile und Baugruppen zu Maschinen, Geräten und Anlagen in der industriellen Serienfertigung mittels komplexer Produktionsanlagen zusammenzubauen und zu montieren. Sie halten die Produktion am Laufen und fertigen betriebsbereite und einsatzfähige Erzeugnisse.